# Brookwood Cemetery

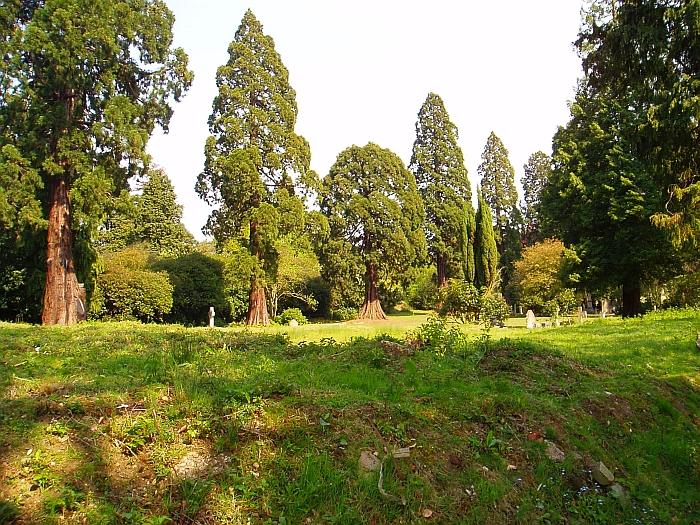
Mammutbäume auf dem Brookwood cemetery (2010)

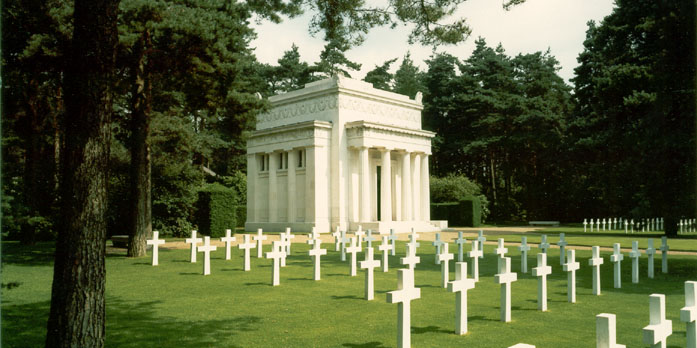
Amerikanischer Heldenfriedhof des Ersten Weltkriegs

Brookwood Cemetery (dt. Friedhof Brookwood) ist ein Friedhof für die Einwohner von London, der wegen Platzmangels in der Stadt in Woking in der Grafschaft Surrey, 48 km südwestlich Londons, errichtet wurde. Er war auch unter dem Namen London Necropolis (Totenstadt, vgl. Nekropole) bekannt und wurde 1852 von der privaten Kapitalgesellschaft London Necropolis Company eingerichtet. Für die Landschaftsplanung (Gartenanlage etc.) war der Bahnhofs-Architekt William Tite verantwortlich. Brookwood war über viele Jahre der weltweit größte Friedhof. Insgesamt wurden dort über 240.000 Menschen beerdigt. Auch heute finden dort noch Beerdigungen statt.
1854 wurde eigens für den Verkehr mit dem Friedhof der Bahnhof London Necropolis direkt neben dem Bahnhof Waterloo gebaut, der Sarg und Trauergesellschaft den gemeinsamen Transfer zur Beerdigung ermöglichte.

## Soldatenfriedhof
Später wurden zwei Soldatenfriedhöfe (Brookwood American Military Cemetery (468 Getötete) und Brookwood Commonwealth War Graves Commission cemetery – 1.601 Getötete des Ersten und 3.476 des Zweiten Weltkriegs und 786 Gräber weiterer Soldaten anderer Nationalitäten) mit Gedenkstätten (Memorials) angeschlossen. Dort wird auch der gefallenen Soldaten aus beiden Weltkriegen gedacht, für die es nirgendwo Gräber mehr gab. Auch in der Zwischenzeit verstorbene Veteranen aus dem Royal Hospital Chelsea werden hier beerdigt.

## Grabstellen bekannter Persönlichkeiten
- Robert Knox (1791–1862), schottischer Anatom
- Gustav von Franck (1807–1860), Schriftsteller, Herausgeber, Gründungsmitglied Savage Club
- Charles Bradlaugh (1833–1891), Atheist und politischer Aktivist
- Gottlieb William Leitner (1840–1899), anglo-ungarischer Orientalist
- Dugald Drummond (1840–1912), Lokomotivingenieur
- Edith Thompson (1893–1923), Justizopfer
- John Singer Sargent (1856–1925), US-amerikanischer Porträt-Maler
- Syed Ameer Ali (1849–1928), britisch-indischer Jurist
- Cosmo Duff Gordon (1862–1931), Sportler und Titanic-Überlebender
- Dorabji Tata (1859–1932), indischer Philanthrop
- William Robertson (1860–1933), britischer Feldmarschall und Chef des Imperialen Generalstabs
- Marmaduke Pickthall (1875–1936), westlicher islamischer Gelehrter
- Louis Bernacchi (1876–1942), australisch-britischer Polarforscher
- Mechtilde Lichnowsky (1879–1958), deutsche Schriftstellerin
- Edward Yeo-Thomas (1902–1964), britischer Agent im Zweiten Weltkrieg
- Said ibn Taimur (1910–1972), Sultan von Oman
- Rebecca West (1892–1983), Schriftstellerin und Feministin
- Nadschi al-Ali (1938–1987), palästinensischer Karikaturist
- Hamid Mirza (1918–1988), Erbe der Kadscharen-Dynastie
- Margaret Campbell, Duchess of Argyll (1912–1993), Gesellschaftsdame
- Muhammad al-Badr (1926–1996), jemenitischer König
- Dodi Al-Fayed (1955–1997), Filmproduzent (später umgebettet auf den Privatbesitz seines Vaters in Oxted)
- Zaha Hadid (1950–2016), Architektin